# Nikola Perlić
Nikola Perlić (Slavonski Brod, 4. veljače 1912. – Borovo, 19. siječnja 1986.) bio je hrvatski nogometaš i nogometni reprezentativac.

### Reprezentativna karijera
Za nogometnu reprezentaciju Kraljevine Jugoslavije odigrao je 8 utakmica i postigao 3 pogotka.